# Opsada Trsata
Opsada Trsata je bitka u kojoj je godine 799. vojska hrvatskog kneza Višeslava i stanovnika tadašnje Tarsatica (današnja Rijeka) porazila franačku vojsku pod vodstvom Ericha.
Franački markgrof Erich koji je gospodovao Istrom, Furlanijom i drugim zemljama, poželio je pokoriti hrvatska plemena koja su u staroj rimskoj Dalmaciji bila pod svojim kneževima i županima, a pod zaštitom bizantskoga cara i rimskoga pape. Nakon što je Erik ubijen, Hrvati su izvojevali pobjedu nad Francima. 
Osvetnička akcija Erichova nasljednika markgrofa Kadolacha iduće godine nije urodila plodom.
Četiri godine poslije ove opsade Franci su Primorsku Hrvatsku uspjeli podvrgnuti svojoj vlasti.